# Дом мировых судей (Кременчуг)
Дом мировых судей — архитектурная достопримечательность города Кременчуг, утраченная в годы Второй мировой войны. Здание находилось на углу улиц Городовая (ныне эта часть улицы называется улицей 29 сентября) и Еленской (ныне — Мазепы).

## История

### Период Российской империи
В конце XIX — начале XX века на улице Городовой (в 1899 году переименована в честь Пушкина) были расположены важные городские постройки. Одним из таких зданий стал дом мировых судей, расположившийся на углу с улицей Еленской. Здание было построено до Первой мировой войны.
Мировые судьи избирались уездным земским собранием на 3 года (собрания проходили в здании Кременчугского уездного земства). Среди судей были жители, известные общественной и благотворительной деятельностью: уездный предводитель дворянства Александр Александрович Дыздерев; основатель дендрологического парка Василий Васильевич Устимович; председатель уездной земской управы Дмитрий Николаевич Милорадович; бывший член государственной Думы, владелец усадьбы в селе Манжелея Василий Александрович Остроградский; граф Василий Ипполитович Капнист.

### Советский довоенный период
Дом мировых судей после революции назывался Домом Союзов, в нём размещались профсоюзные организации. В 1938 году здание было передано для внешкольного образования детей, в нём был устроен Дом пионеров и школьников (позже учреждение переименовано в Дворец Пионеров). Коллектив краеведов Кременчуга писал в 1968 году, что переданное здание было одним из наилучших в городе.
В помещениях оборудовали актовый зал на 200 мест, фойе, читальный зал, комнаты для октябрят, для отдыха и настольных игр, а также фотолабораторию, шахматно-шашечный и физкультурный залы. Кременчугский краевед и историк Евселевский Лев Исаакович вспоминал, что в детстве много времени проводил во Дворце, где «было много различных кружков».

### Период немецкой оккупации
Согласно воспоминаниям очевидца, в период немецкой оккупации во время Второй мировой войны в бывшем Дворце Пионеров располагалась военная часть — отдел Пропаганды Украины (см. Пропаганда на оккупированных территориях). С наступлением советских войск здание было уничтожено отступавшими немцами.